# Schlotheimia rugifolia
Schlotheimia rugifolia là một loài Rêu trong họ Orthotrichaceae. Loài này được (Hook.) Schwägr. miêu tả khoa học đầu tiên năm 1824.